# Epiplema falcata
Epiplema falcata är en fjärilsart som beskrevs av George Francis Hampson 1902. Epiplema falcata ingår i släktet Epiplema och familjen Uraniidae. Inga underarter finns listade i Catalogue of Life.